# Rio Alegre (Paraná)
O rio Alegre é um curso de água que banha o município de Telêmaco Borba, no estado do Paraná.
O rio Alegre é um afluente do rio Tibaji e está localizado na região dos Campos Gerais do Paraná.

## Turismo

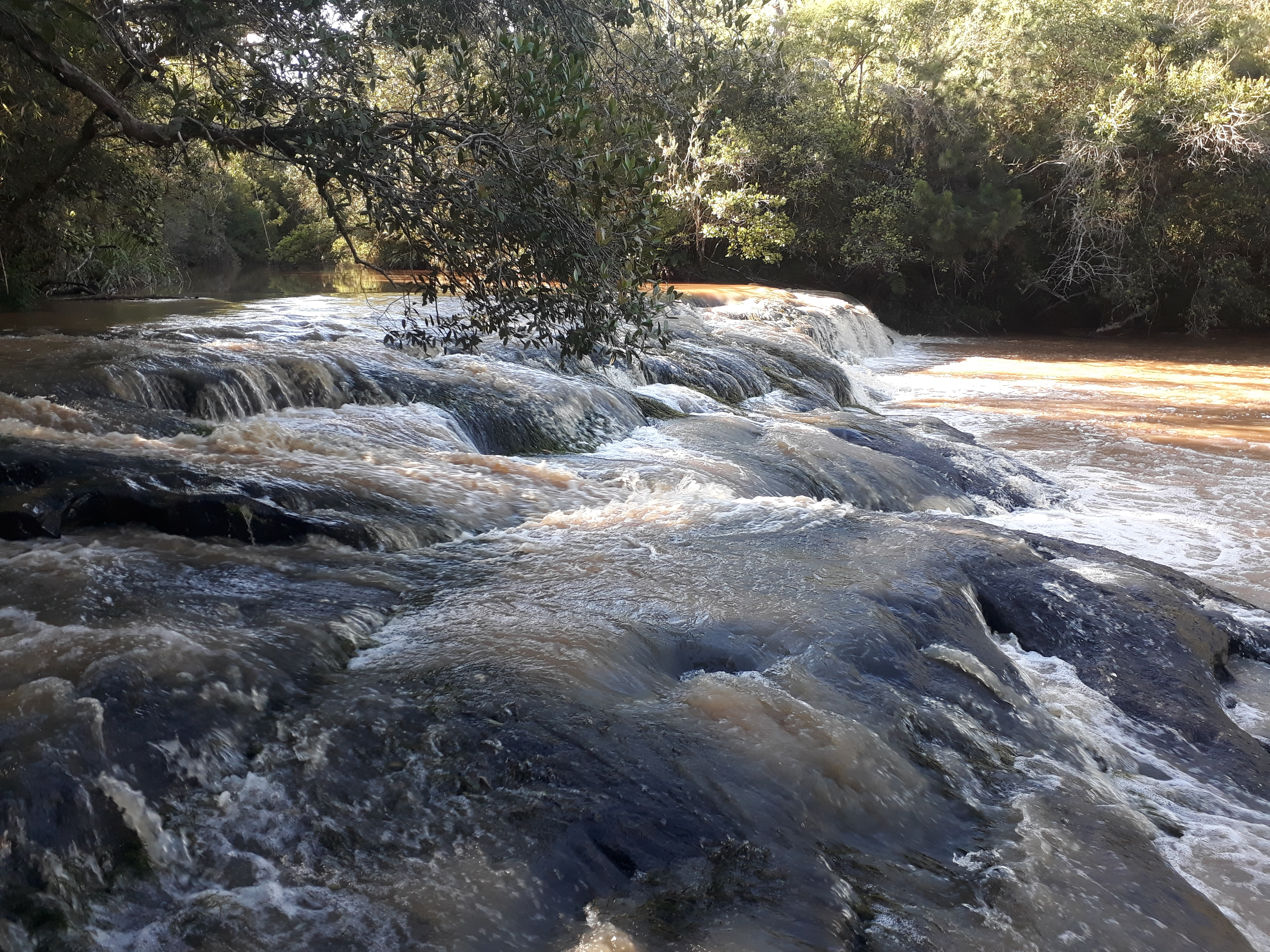
Cachoeira do Alegre, no Rio Alegre.

O rio proporciona tendências para a exploração turística, sendo que a procura por recreação, lazer e prática de esportes é bastante comum pelos aventureiros da região. Existe ao longo do percurso do rio, uma área de lazer localizada a 6 km após a sede velha da Fazenda Monte Alegre, com acesso por estrada de terra, saindo da localidade de Lagoa, no município de Telêmaco Borba. É permitida a visitação, porém é controlada por estar localizada dentro de área particular da Fazenda Monte Alegre, pertencente às indústrias Klabin.

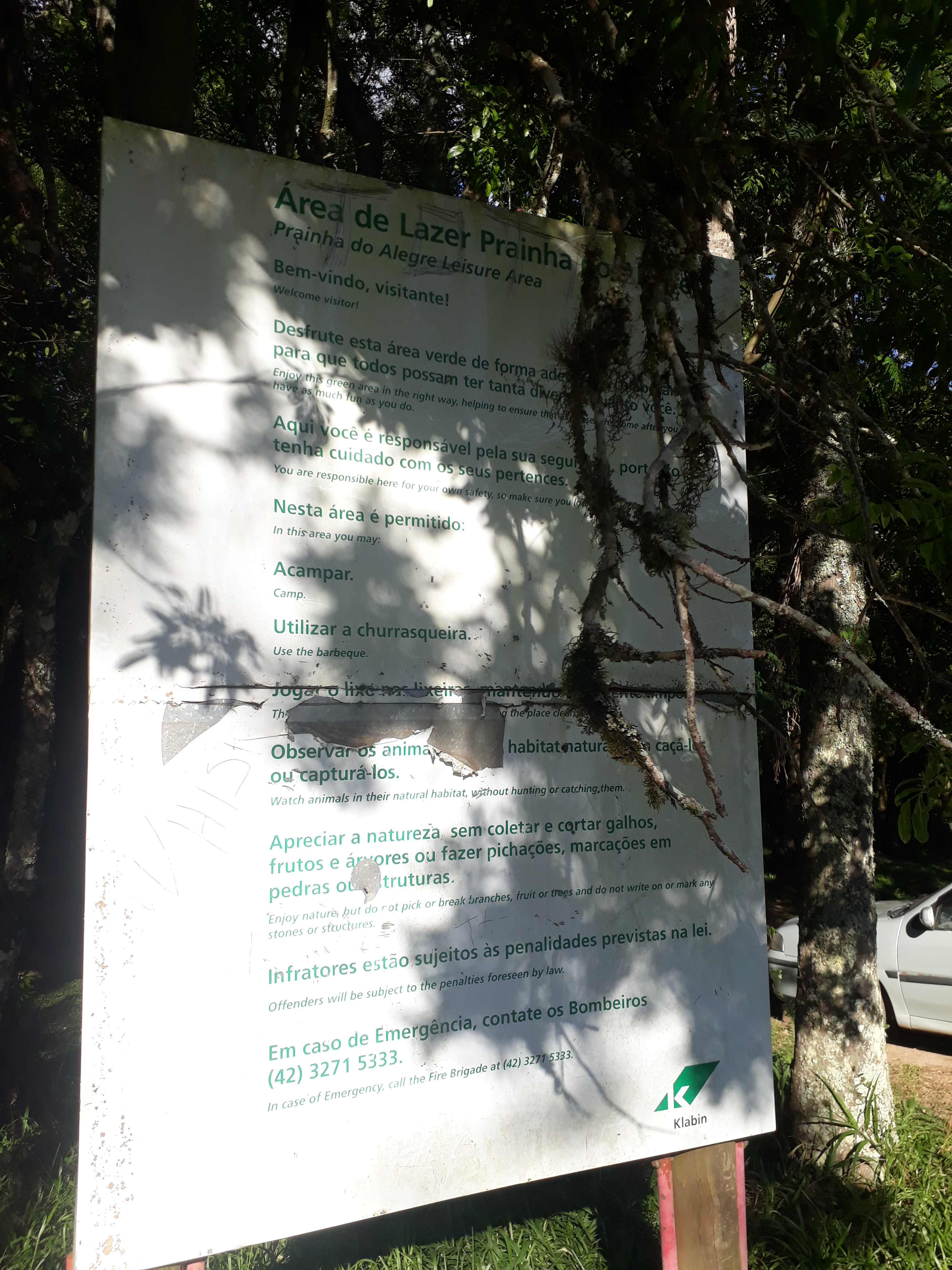
Placa informativa da Área de Lazer Prainha do Alegre.

A prainha do rio Alegre é uma área de lazer com saltos e cachoeiras, sendo cercada de vegetação nativa em meio aos reflorestamentos de pinus, eucalipto e araucária. A prainha de areia permite banhos seguros, próximo ao local das churrasqueiras.